# KinKi Kids'97 LAWSON PRESENTS
『KinKi Kids'97 LAWSON PRESENTS』（キンキ キッズ きゅうじゅうなな ローソン プレゼンツ）は、KinKi Kidsの3作目の映像作品、及びライブビデオ。1997年6月12日発売。発売元、製作元はABCプランニング株式会社。

## 概要
- コンビニエンスストア「ローソン」の応募企画コンサート「LAWSON PRESENTS KinKi Kids '97」の、1997年2月11日に行われた横浜アリーナ公演を収録。CDデビュー前に発売された最後の作品となった。
- ローソン店頭での限定発売、購入者には大型ポスターも進呈された（品番：PRJ-2001）。
- ライブ映像の他に、ローソンで発売された映像作品「ビジュアル・レコード ジャニーズ・ワールド」に収録されている二人の過去の映像を振り返るインタビューや、リハーサル風景も収録されている。
- 公式サイトのディスコグラフィーにも掲載はされているが、収録曲は未表記となっている。なお、オリジナル楽曲も増えてきた時期で、収録されているいくつかの楽曲は、ファーストアルバム『A album』に収録された。
- 現在、未DVD、ブルーレイ化商品。

## 収録曲
※作詞、作曲者は、日本音楽著作権協会のデータベースを参照。

1. Kissからはじまるミステリー（作詞：松本隆、作曲：山下達郎）
2. まけたらアカン（作詞：KinKi Kids、作曲：小森田実）
3. 会いたいよ （作詞：相田毅、作曲：飯田建彦）
4. ユーロビート・メドレー
  - ANASTHASIA （作詞：不明、作曲：OLIVIER JOSEPHA REMI、PATRICK RICHARD M DE MEYER）

T99のカバー。
  - Baby Break It Up （作詞：PIERRE MICHELNIGRO 、作曲：IKORIH AWAKEAM）

マイケル・フォーチュナティのカバー。
  - All for You （作詞：SERGIO DALL'ORA、作曲：DAVIDE DI MARCANTONIO）

Thomas T.のカバー。
  - Anything 4U （作詞・作曲：JOHN  ROBINSON）

ジョン・ロビンソンのカバー。
5. せつない恋に気づいて（作詞：MIZUE & HIDE、作曲：寺田一郎）
6. …。 （作詞：佐藤寛之、作曲：谷本新）
光GENJIのカバー。
7. FRIENDS （作詞：森浩美、作曲：羽場仁志）
8. DISTANCE （作詞：山本英美、作曲：MARK DAVIS）
9. HOLIDAY （作詞：山本英美・秋谷銀四郎、作曲：山本英美）
光一ソロ曲、山本英美のカバー。
10. 千年メドレー
  - Ever Dream （作詞：森浩美、作曲：林田健司）
  - She's a Woman （作詞：森浩美、作曲：林田健司）

光一ソロ曲、少年隊のカバー。
11. そばにいるよ （作詞：前田亘輝、作曲：UNI）
剛ソロ曲、前田亘輝（TUBE）のカバー。
12. BREAK DOWN BOY （作詞：松井五郎・作曲：和泉一弥）
剛ソロ曲、光GENJIのカバー。
13. たよりにしてまっせ　（作詞：吉田みなを・村雨まさを、作曲：服部良一）
笠置シヅ子のカバー。
14. グッバイ・カウント・ダウン （作詞：康珍化、作曲：都志見隆）
少年隊のカバー。